# اوکس انگیر ایمز
اوکس انگیر اِیمز (Oakes Angier Ames) (زادهٔ ۵ آوریل ۱۸۲۹- درگذشته ۱۹ سپتامبر ۱۸۹۹)، تاجر، سرمایه‌گذار و نوع‌دوست آمریکایی در خانوادهٔ ایمز از نورث ایستون، ماساچوست بود.
او یکی از ورثهٔ اولیور ایمز و شرکت «سایمز» و شرکت «ایمز شاول اند تول» (بیل و ابزار) بود و در خانواده‌ای چشم به جهان گشود که به‌دلیل فعالیت‌های موفق تجاری و اقدامات بشردوستانه و خیرخواهانه معروف بود. ایمز بسیاری شهروندان را استخدام کرده بود. او ابتدا در سال ۱۸۷۳ به‌عنوان سرپرست و سپس در سال ۱۸۷۷ به‌عنوان رئیس شرکت فعالیت کرد و بر تمام امور کارخانه نظارت داشت. ایمز به‌دلیل حل‌وفصل مهم‌ترین اعتصاب کارگری در تاریخ این شهر که در سال ۱۸۸۹ بیش از دو سال به طول انجامید، آوازه‌ای چشم‌گیر برای خود دست‌وپا کرد. اوکس پیش از وفات، به مدیریت کسب‌وکار خانوادگی پُر رونق و موفق کمک کرد و برای بهبود شهر ایستون بناهایی ساخته بود (ازجمله مدرسه‌ای در نورث ایستون). او در جایگاه رئیس بانک پس‌انداز نورث ایستون و معاون بانک ملی ایستون، مدیر بانک ملی لینکلن بوستون و شرکت ماشین آهن کینگزلی، متولی پناهگاه ایالتی مجانین در تاونتون، MA (بیمارستان ایالتی تاونتون)، مدیر شرکت وام و اعتبار آمریکایی و شرکت اوراق بهادار یونایتد الکتریک فعالیت کرد و یکی از مالکان مزرعهٔ شکر در لوئیزیانا بود.

## خانواده
اوکس انگیر ایمز، پسر بزرگ اوکس ایمز (۱۸۷۳–۱۸۰۴) نمایندهٔ کنگره از ماساچوست (نیروی اصلی پشت صحنهٔ راه‌آهن یونیون پاسیفیک) و برادر اولیور ایمز (فرماندار ـ ۱۸۹۵–۱۸۳۱)، سی‌وپنجمین فرماندار ماساچوست (۱۸۹۰–۱۸۸۷)، فرانک مورتون ایمز، هنری گیلمور ایمز و سوزان اولین (ایمز) فرانسوی بود. مادر او، اولینا اورویل گیلمور، دختر جاشوا و هانا (لوتروپ) گیلمور از ایستون MA بود. اصل‌ونسب خانوادهٔ ایمز را که او یکی از فرزندانش است، می‌توان در ویلیام ایمز جست‌وجو کرد که برادرش جان در سال ۱۶۳۵ به نیوانگلند مهاجرت کردند و در بریج واتر، MA ساکن شدند. پدربزرگ عالی‌رتبهٔ او، سروان جان ایمز و پدربزرگش اولیور ایمز، شرکت بیل ایمز (Ames Shovel) را در روزگاری که برای ساخت کانال‌ها و راه‌آهن به بیل نیاز بود، پایه‌گذاری کردند.

## اوایل زندگی
اوکس انگیر در ایستون، MA در مدرسهٔ دولتی درس می‌خواند. او سپس به آکادمی فروت هیل و آکادمی لستر در MA رفت و در هجده‌سالگی وارد کسب‌وکار خانوادگی شد. او نحوهٔ ساخت بیل را یادگرفت و در رسیدگی به امور کارگران مهارت یافت.
شرکت اولیور ایمز و پسران، متعلق به اولیور ایمز پدربزرگ خانوادهٔ اوکس انگیر، نخست در Shovelshop Pon در ایستون، MA قرار داشت. در ۲ مارس ۱۸۵۲، اوکس انگیر شاهد آتش‌سوزی هولناکی بود که تمام ساختمان‌ها را تخریب کرد و متعاقب آن، در تلاشی بی‌فرجام برای اطفای آتش، به‌دلیل استنشاق دود بیمار شد. در آن زمان می‌پنداشتند که او به سل مبتلا شده و برای درمان ریه به کوبا اعزام شد. در ۲۸ دسامبر ۱۸۵۲، اولینا ایمز نامه‌ای از پسرش دریافت کرد که پس از عزیمت از چارلستون SC، شش روز قبل به کوبا رسیده‌است. وضعیت سلامت‍ی او پس از بازگشت، بسیار بهبود یافته بود.
نگهبان در هنگام آتش‌سوزی، پاتریک کوین بود. در شیفت شبانه، فانوسی ناخواسته از دست کوین در یک لاک بسیار اشتعال‌پذیر افتاد. کارگاه تکمیل کاری آتش گرفت و شعله‌ها خیلی زود به بقیهٔ ساختمان‌ها سرایت نمود. در آن ایام، خانوادهٔ ایمز در این فکر بودند که عملیات بیل‌سازی را به‌طور کامل به محل دیگری منتقل کنند و این تنها نکتهٔ امیدوارکننده در پسِ این حادثهٔ ویران‌گر بود. نقل کرده‌اند این آتش‌سوزی چنان تأثیر ماندگاری بر اوکس انگیر داشت که او اولین عضو از این خانواده بود که خانه‌اش ـ کوئست هاوس ـ را از سنگ بنا کرد. کارخانهٔ بیل‌سازی جدید و بسیاری از سازه‌های آیندهٔ ایمز نیز از سنگ ساخته شد.
در آن روزگار، مرسوم بود که نسل‌های قبل با پسران و دخترانشان زندگی کنند. اوکس انگیر تا حدود سی‌سالگی با اوکس، پدرش و اولینا، مادرش در خانه‌ای زندگی می‌کرد که پدربزرگش، اولیور پیر آن را ساخته بود. اولیور پیر تا زمان وفاتش، در بخشی از خانه با پسر و عروسش روزگار می‌گذراند. خانهٔ آن‌ها در خیابان اصلی در نزدیکی کارگاه‌های شرکت بود که البته اکنون دیگر در آنجا قرار ندارد. وقتی ساخت کوئست هاوس به پایان رسید، اوکس، عروس جدیدش کاترین (هوبارت) ایمز را به آنجا برد تا باهم زندگی کنند و خانواده تشکیل دهند.

## کسب‌وکار
در سال ۱۸۶۳، اولیور ایمز پدر (۱۸۶۳–۱۷۷۹)، پدربزرگ اوکس انگیرز دارفانی را وداع گفت و شرکت اولیور ایمز و پسران و همهٔ املاک را برای اعضای بازماندهٔ خانوادهٔ ایمز در ایستونMA به میراث گذاشت. او برای سه نوه‌اش، اوکس انگیر، اولیور و فردریک لاتروپ ایمز یک‌سوم از سود شرکت را به ارث گذاشت و به‌طور مساوی میان آن‌ها تقسیم کرد و بدین ترتیب آن‌ها را باهم شریک کرد. نوهٔ دیگرش، فرانک مورتون ایمز، با تلاش خود به ریاست شرکت آهن و ماشین کینگزلی در کانتون MA رسید. در بحبوحهٔ جنگ داخلی، سه نوهٔ اولیور ایمز باهم همکاری کردند و این کسب‌وکار پر رونق خانوادگی را حفظ کردند و توسعه دادند. اولیور مشغول سرمایه‌گذاری‌های تجاری مربوط به شرکت در بیرون ایستون MA شد. فردریک خزانه‌دار و دبیر بود. اوکس انگیر ناظر، مدیرکل و سپس از سال ۱۸۷۷ تا زمان مرگش، رئیس شرکت بود. تا آن زمان، شرکت تقریباً ۱۱۷۵۰۰ دوجین بیل در سال تولید می‌کرد و ۵۰۰ نفر روزانه ده ساعت در آنجا کار می‌کردند.
او که آن زمان ناظر بود، در سال ۱۸۶۳ به‌خاطر کورهٔ جوشکاری‌اش که برای متعادل‌کردن دماهای موردنیاز برای جوش تیغهٔ بیل و تسمهٔ فلزی طراحی شده بود، گواهی ثبت اختراع آنتریم را دریافت کرد.
در سال ۱۸۷۳، او و برادرش فرانک مورتون ایمز، آنچه را که بعدها به مزارع ساوت ساید و استل در جفرسون پریش لویئزیانا تبدیل شد، به مبلغ ۱۸۰۰۰۰ دلار خریدند. این مزارع در آن روزگار به‌دلیل روش‌های پیشرفتهٔ دروی شکر و حمل‌ونقل محصول نهایی معروف بودند. روزانه ۶۰۰۰۰ تا ۷۰۰۰۰ پوند شکر تولید می‌شد. شاید علاقهٔ اوکس به داشتن مزرعهٔ شکر، به روزگار اقامت وی در دوران جوانی در کوبا بازمی‌گردد.
در سال ۱۸۷۹، در ایام ریاستش بر شرکت، ۵۰ درصد از هزینهٔ ساخت کلیسایی را در مرکز ایستون تأمین کرد. این هزینه معادل ۱۴۰۰ دلار بود. این کلیسا که درواقع کلیسایی پروتستان بود، به کلیسای میثاق رسالت سوئد وابسته بود. پیش از خرید کلیسای جدید، تعداد فزاینده‌ای از مهاجران شاغل در این شرکت مجبور بودند، آئین‌های مذهبی خود را در خانه‌های شخصی به‌جای بی‌آورند. اوکس انگیر نیز به این کلیسای سوئدی اجازهٔ استفاده از سالن واقع در خیابان اصلی را داد. کمک به ساخت عبادت‌گاه در راستای سنت خانوادگی ایمز بود. آن‌ها همچنین نمازخانه‌ای در خیابان پوند برای کارگران ایرلندی ساخته بودند.

### اعتصاب سال ۱۸۸۹
ویلیام شافین در مورد تاریخچهٔ شهر ایستون می‌نویسد، که اوکس انگیر خلق‌وخویی کاملاً درخورِ فعالیت به‌عنوان مدیر برای کارکنان شرکت داشت و از فرایند ساخت بیل به‌خوبی مطلع بود. شخصیت اوکس در قضیهٔ اعتصاب بسیار به او کمک کرد. زندگی اوکس نمونه‌ای از صداقت و مهربانی در قبال کارگران و دیگر نیازمندان شهر بود. اگرچه پیش از اعتصاب سال ۱۹۸۹، نمونه‌های اختلاف اندکی در میان کارگران دیده شده، هیچ‌یک از آن‌ها کاملاً مستند نیست و منجر به اخراج کارگران و اختلال در روند تولید بیل نشده‌است.
در ساخت بیل، جوش‌دادن تسمه‌های فلزی به بیل‌های لبه‌فولادی وظیفهٔ دسته‌گذاران بود. قشر دسته‌گذاران که در زمان اعتصاب از سوی شرکت اولیور ایمز و پسران استخدام شده بودند، از یکی از سیاست‌های اجرایی پیشین شرکت، ابراز نارضایتی کردند.
در ۲۲ فوریه ۱۸۸۹، بیست‌وسه کارگر دسته‌گذار دست به اعتصاب زدند و روز بعد پس از تشکیل کمیته‌ای برای صحبت با اوکس انگیر ایمز مدیرکل دربارهٔ قوانین، به سر کار خود برگشتند. او پاسخ داد که قوانین وضع‌شده ضروری هستند و دلیل ضرورت را توضیح داد. با وجود این‌که بعضی کارکنان ایمز خودشان پیش‌تر کارگر دسته‌گذار بودند و شرکت به‌خاطر دستمزدهای خوب و روش‌های کاری منصفانه معروف بود، دسته‌گذاران به سر کار برنگشتند. اوکس انگیر پس از اولتیماتوم به اعتصاب‌کننده‌ها برای بازگشت به سر کار تا ۴ مارس، مجبور شد به‌دنبال استخدام جایگزین برای آن‌ها باشد. هابرت، پسر او و ویلیام، فرزند اولیور ایمز فرماندار، مسئول آموزش کارگران سوئدی جایگزین بودند. هابرت همچنین مسئول محافظت از کارگران جایگزین در برابر اذیت و آزار اعتصاب‌کننده‌ها بود. با آن‌که اوکس انگیر کتباً تقاضا کرد که اعتصاب‌کنندگان خانه‌های سازمانی را ترک کنند، هیچ‌وقت آنها را بیرون نکرد. تنها ممانعت از کار، مربوط به جیمز ریلی به‌خاطر خشونت غیرقانونی و نابجا بود. در ۱۲ آوریل ۱۸۸۹، اعتصاب پایان یافت و حدود شانزده اعتصاب‌کننده با همان قوانین به کار بازگشتند. تنها پنج اعتصاب‌کننده اجازه بازگشت به کار نیافتند. دو نفر از آن‌ها قبلاً در جای دیگری مشغول به کار شده بودند و سه نفر دیگر به‌عنوان باغبان در املاک ایمز استخدام شدند. فروش بیل با ضرر روبه‌رو شد، بااین‌حال توانست با ۹۵۰٫۲۷ دلار از فروش سال‌های قبل پیشی بگیرد.

## کوئست هاوس
میراث اوکس انگیر ایمز برای نورث ایستون را هنوز هم می‌توان در خانه‌اش، کوئست هاوس، در کنار کوئست بروک مشاهده کرد. کوئست که از سنگ ساخته شده، در زمین پشت کتاب‌خانهٔ رایگان ایمز بنا شده‌است. پسر او، وینتروپ ایمز، تهیه‌کنندهٔ معروف سینما نیز پس از به میراث بردن این خانه از پدرش، با همسرش لوسی در آنجا زندگی کرد. اکنون این ملک متعلق به کتابخانه بوده و به مرکزی برای برنامه‌ریزی فرهنگی تبدیل شده‌است. ساخت کوئست در سال ۱۸۵۳ آغاز و یک سال بعد از آن تکمیل شد. طراحی بخش جلوی این خانه از نقشه‌ای اثر معمار معروف، اندرو جکسون داونینگ (درگذشت ۱۸۵۲) الهام گرفته شده بود. داونینگ با الکساندر جکسون دیویس، ارائه‌دهندهٔ نقشه‌های معماری، همکاری کرد. این بنا به سبک احیای گوتیک ساخته شد. جان ایمز میشل، تحصیل‌کردهٔ هاروارد (یکی از اولین پسرعموهای اوکس انگیر و معمار کلیسای وحدت در ایستون، MA) فضای پشت این بنا را در سال ۱۸۷۳ طراحی کرد. او همچنین دودکش‌های مسی را به‌همراه پلکانی جدید به بنا افزود. فردریک لا اولمستد، معمار منظر، زمین‌های آن را طراحی کرد و همچنین با مشورت ایمز، بنای سنگی مجاور را ساخت.
ایمز به‌همراه خانواده‌اش با پرداخت پول از المستِد و اچ. اچ. ریچاردسون معمار خواست مجموعهٔ باشکوهی از ساختمان‌ها و مناظر را در نورث ایستون بسازند که عبارت از:
- کلبهٔ دروازهٔ ایمز
- سالن یادبود اوکس ایمز
- ایستگاه راه‌آهن کلونی قدیم
- بنای سنگی
- کلبهٔ باغبان اف.ال. ایمز

## شخصی
اوکس انگیر یکتاپرست بود. او رئیس کمیتهٔ کلیسا بود و معمولاً مراسم عبادت روز یکشنبه را از دست نمی‌داد. اوکس در ۱۹ ژوئیه ۱۸۵۵ در ایست بریجواتر ماساچوست ازدواج کرد. آن‌ها شش فرزند داشتند، اگرچه دوتا از آن‌ها در طفولیت جان سپردند:
- ماریا هابرت ایمز، زادهٔ ۱۳ اکتبر ۱۸۵۶، با ریچارد هیکمن هارت ازدواج کرد.
- اوکس ایمز، زادهٔ ۸ مه ۱۸۵۸- درگذشت ۸ مه ۱۸۵۹
- اوکس انگیر ایمز، زاده ی۲۱ ژانویه ۱۸۶۲- درگذشت اول اکتبر ۱۸۶۲
- هابرت ایمز، زادهٔ ۲۱ اوت ۱۸۶۵ با جولیا ای کلونی (هیلیس) ازدواج کرد.
- وینتروپ ایمز، زادهٔ ۲۵ نوامبر ۱۸۷۰ با لوسی کی فولر ازدواج کرد.
- کاترین هابرت ایمز، زادهٔ ۱۱ ژانویه ۱۸۷۴، با فیلیپ لفینگول اسپالدینگ ازدواج کرد.

خانم اوکس انگیر سحرگاه روز دوشنبه ۱۸ آوریل ۱۹۰۳ چشم از جهان فروبست. او زندگی آرامی داشت، اما در زمان مرگش به‌خاطر مشارکت در امور خیریهٔ محلی در یادها ماند. اوکس انگیر با هیچ سازمان خاصی در ارتباط نبود.

## ارجاعات
1. ↑  Johnson 1904
2. 1 2 3  NEHGS obituary
3. ↑  Chaffin 1886, pg.596,606,687
4. 1 2  Swanson 2004, pg.97
5. ↑  Chaplin 2004, pg.266-267
6. ↑  Ames 1938, pg.14-21
7. ↑  Ames 1938,pg.237
8. 1 2 3  Meninno F.
9. 1 2  Ames 2014, Evelina diary
10. ↑  Ames W.
11. ↑  Ames 1938, pg.238
12. ↑  Ames 1938, pg.239-240
13. ↑  O.A.patent
14. ↑  McEntee, pg.8
15. ↑  Chaffin 1886, pg.596
16. ↑  Kenneally 2013, pg.16-21
17. ↑  Ames 1938, pg.245
18. ↑  Hands, E.
19. ↑  Chaplin 2004, pg.437
20. ↑  Catherine H. Ames obituary

## کتابشناسی
- US US548496A, Ames, Oakes, "Welding Furnace", issued 1895
- Dell Upton (1998) Architecture in the United States, Oxford University Press, page 95. ISBN 0-19-284217-X.
- Forest Systems: Queset House
- Diary of a Yankee Housewife, Sarah L. Ames, retrieved November 16, 2017
- "Mrs. Catherine H. Ames Dead", Boston Herald, Boston, MA, p. 4, April 19, 1903
- Ames, William (۱۸ نوامبر ۲۰۱۷). "Shovelshop Pond original supervisor" (interview).
- Ames, Winthrop (1938), The Ames Family of Easton, Massachusetts,Private Print.
- Chaffin, William L. (1886), History of the Town of Easton, Massachusetts, Cambridge: John Wilson and Son, University Press ISBN 0-88082-182-5.
- Chaplin, Ann T. (2004),Descendants of William Ames of Braintree, Massachusetts, Newbury Street Press ISBN 0-88082-182-5.
- Hands, Edmund: Second Vice-President Easton Historical Society (۷ نوامبر ۲۰۱۷). "Queset House and Oakes Angier international travel" (interview).
- Herringshaw, Thomas W. (1902), "Ancestry.com", Herringshaw's Encyclopedia of American Biography of the Nineteenth Century, Chicago, IL: American Publishers Association, p. 40
- Ingham, John N. (1983), Biographical Dictionary of American Business Leaders, Greenwood Press, page 16. ISBN 0-313-23907-X.
- Johnson, Rossiter (1904), "Ancestry.com", Twentieth Century Biographical Dictionary of Notable Americans, vol. 1, Boston, MA: The Biographical Society
- Kenneally, James J. (2013), "Even in the Best of Families: The 1889 Strike at the Ames Shovel Company", Easton Historical Society: Reminiscences, 4: 12–21
- McEntee, M.;  et al. (1886–1974), History of Easton, Massachusetts, vol. 2, Lorell Press, Inc.
- Meninno, Frank: Easton Historical Society Curator (۱۸ نوامبر ۲۰۱۷) "Ames fund Catholic Chapel" (interview)
- New England Historic Genealogical Society (NEHGS), Oakes Angier Ames obituary
- Swanson, Betsy (2004),Historic Jefferson Parish: From Shore to Shore, Korea: Pelican Publishing Company ISBN 0-88289-048-4.